# ФК Виктория (Пилзен)
Вижте пояснителната страница за други значения на Виктория.
ФК „Виктория“ (на чешки: FC Viktoria Plzeň) е чешки футболен клуб от град Пилзен, играещ в най-високия ешелон на чешкото първенство. Основан е през 1911 г. в Австро-Унгария. „Виктория“ е четирикратен шампион на първенството на Чехия, по два пъти печели Купата и Суперкупата на страната. Играе домакинските си мачове на стадион „Дусан Арена“, побиращ 11 700 зрители.
„Виктория“ има собствена футболна академия, а възпитаници на клуба са известни футболисти като Павел Недвед и Петър Чех.

## История
Клубът е основан през 1911 г. под името СК „Виктория“. На 27 август 1911 г. „Виктория“ изиграва първия си мач – против „Олимпия“ Пилзен (загуба с 3:7). В продължение на 18 години отбора съществува на аматьорски условия и едва през юни 1929 г. е прието решение за получаване на професионален статут. Клубът е регистриран във втора лига на Чехия. Само след година „Виктория“ заема второ место, което означава пряко класиране във висшата лига. През 1935 г. пилзенският клуб завършва первенството на 4-то място и печели участие в Купа Митропа, където се среща с италианския „Ювентус“ и отпада след 3:3 и 1:5.
Участва в Купата на носителите на купи през сезон 1971/72 след като играе финал на Купата на Чехословакия през сезон 1970/71, в който губи от шампиона на първенството Спартак Търнава, който участва в турнира за Купата на европейските шампиони. През сезон 2010/11 участва в Лига Европа, за която се класира като победител в Купата на Чехия за предишния сезон. През същия сезон Виктория Пилзен печели за първи път първенството на Чехия и правото да участва в Шампионска лига 2011/12.
В групите отборът извоюва равенство 2:2 срещу италианският шампион Милан и се класира на 3 място. Участва на 1/16 финалите на Лига Европа, където отпада от Шалке 04.

### Предишни имена
През 2011 г. „Виктория“ празнува стогодишния си юбилей. За над стоте си години съществуване клубът е носил 7 различни названия:
| Години      | Име                                                                            |
| ----------- | ------------------------------------------------------------------------------ |
| 1911 – 1949 | СК „Виктория“ Sportovní klub Viktoria Plzeň                                    |
| 1949 – 1952 | „Сокол Шкода“ Sokol Škoda Plzeň                                                |
| 1952 – 1953 | „Сокол ЗВИЛ“ Sokol Závody Vladimíra Iljiče Lenina Plzeň                        |
| 1953 – 1963 | ДСО „Спартак ЛЗ“ Dobrovolná sportovní organizace Spartak Leninovy závody Plzeň |
| 1963 -1965  | ТЙ „Спартак ЛЗ“ Tělovýchovná jednota Spartak Leninovy závody Plzeň             |
| 1965 – 1993 | ТЙ „Шкода“ Tělovýchovná jednota Škoda Plzeň                                    |
| 1993 -      | ФК „Виктория“ Football Club Viktoria Plzeň, a.s.                               |

## Състав
| №  | Пост | Играч           |
| -- | ---- | --------------- |
| 1  | В    | Матуш Козачик   |
| 2  | З    | Лукаш Хейда     |
| 3  | З    | Алеш Матею      |
| 4  | З    | Роман Хубник    |
| 6  | П    | Вацлав Пиларж   |
| 7  | П    | Томаш Хоржава   |
| 8  | З    | Давид Лимберски |
| 10 | П    | Ян Копиц        |
| 11 | П    | Милан Петържела |
| 12 | Н    | Михал Дюриш     |
| 13 | В    | Петър Болек     |
| 14 | З    | Радим Резник    |

| №  | Пост | Играч              |
| -- | ---- | ------------------ |
| 15 | Н    | Михал Кърменчик    |
| 16 | Н    | Ян Холенда         |
| 17 | П    | Патрик Хрошовски   |
| 19 | П    | Ян Коварик         |
| 22 | З    | Ян Баранек         |
| 23 | Н    | Марек Бакош        |
| 24 | П    | Ян Сухан           |
| 25 | П    | Якуб Хромада       |
| 26 | П    | Даниел Колар       |
| 27 | З    | Франтишек Райторал |
| 29 | П    | Томаш Кучера       |

## Трофеи
Чехия:
- Гамбринус лига:
  -  Шампион (6): 2010/11, 2012/13, 2014/15, 2015/16, 2017/18, 2021/22
  -  Вицешампион (4): 2013/14, 2016/17, 2018/19, 2019/20
  -  Бронзов медалист (3): 2011/12, 2022/23, 2023/24
- Чешка 2 лига:
  -  Шампион (1): 2002/03
- Купа на Чехия:
  -  Носител (1): 2009/10
  -  Финалист (3): 2013/14, 2020/21, 2023/24
- Суперкупа на Чехия:
  -  Носител (2): 2011/12, 2015/16
  -  Финалист (3): 2010, 2013, 2014
- Типспот лига:
  -  Носител (2): 1999, 2000

  Чехословакия: (1945 – 1993)
* Чехословашка първа лига:
- -  Бронзов медал (1): 1932/33
- Купа на Чехословакия:
  -  Финалист (1):: 1970/71 (като Шкода (Пилзен)

в  Бохемия и Моравия: (1939 – 1944)
- Народна лига: (1 ниво)
  - 4-то място (1): 1943/44
- Западно бохемска дивизия: (2 ниво)
  -  Шампион (1): 1938/39

- Купа на УЕФА/Лига Европа:
  - 1/8 финалист (1): 2024/25

## Срещи с български отбори
„Виктория“ се е срещал с български отбори в приятелски срещи и официални мачове от Шампионската лига.

### „Лудогорец“
С „Лудогорец“ се е срещал един път в контролен мач. Мачът се играе на 22 януари 2016 г. в турския курорт Белек като завършва 2 – 1 за „Лудогорец“ . През лятото на 2016 г. се срещат в два мача в плейофната фаза от ШЛ. Първият мач се играе на 17 август 2016 г. в София като завършва 2:0 за „орлите" . Реваншът на 22 август 2016 г. в Пилзен завърша при равен резултат 2:2, което класира отбора на „Лудогорец“ в групите на Шампионската лига .